# كرايغ واتسون
كرايغ واتسون (بالإنجليزية: Craig Watson)‏ (12 يناير 1942 بغلاسكو في المملكة المتحدة - 7 نوفمبر 2001) هو لاعب كرة قدم بريطاني في مركز جناح ‏.

## وصلات خارجية
- كرايغ واتسون على موقع قاعدة بيانات كرة القدم.إي يو (الإنجليزية)